# Conservatorio de Velluters
El Conservatorio de Velluters, construido en 2003 por el arquitecto Antonio Gornís Vernal, es la sede del Conservatorio Profesional de Música de Valencia, que imparte EEPP y EEEE. 

## Exterior
El edificio de Velluters, ubicado entre las calles Murillo, Lope de Rueda, Carrasquer, Arolas y En Sendra, ha sido diseñado manteniendo algunas de las características de los edificios colindantes, como manzanas alargadas en la dirección oeste-este. Tanto este edificio como la Escuela de Diseño, también en la Plaza Viriato, son producto de un plan de remodelación del barrio, conocido como Plan Riva.  Su composición es de tres edificios de medidas semejantes, unidos tanto por el sótano como por varias pasos elevados. Además, sus fachadas son distintas y dan a las calles interiores o a la Plaza Viriato. El color predominante es el blanco, pudiéndose ver especialmente en las tres fachadas. Finalmente, se ha puesto especial cuidado en su insonorización.

## Interior
En las aulas predominan los colores gris, blanco y un tono de madera clara, mientras que en los pasillos y pasarelas los colores blanco y cristal. Su mayor atractivo y sobre el que gira la temática decorativa es el “jardín de cristal”, que cuenta con un olivo acompañado de un cendra en hierro sobre piedras blancas que se iluminan de noche. En cuanto a las aulas, tienen altas ventanas con estores grises a juego con la moqueta y los paneles acústicos. Además de estos paneles, las habitaciones cuentan con muebles diseñados especialmente para aumentar la resonancia y el sonido. Algunas cuentan también con espejos para que los músicos puedan corregir su postura. 

## Historia
El conservatorio nació en el año 1850 como escuela gratuita de enseñanza musical de la mano de la Real Sociedad Económica de Amigos del País. El proyecto creció, y se vio necesitado de una Comisión. En 1879 se aprueba el primer Reglamento. En 1882, la institución se traslada al actual edificio en la plaza de San Esteban. Tras su privatización, en 1917 fue inscrito en el Estado. Y unos años más tarde, en 1968, el conservatorio adquirió la opción de la enseñanza superior de música. Actualmente, desde 1997, con la separación de conservatorios superior y profesional se abre una nueva era.

## Servicios
El conservatorio se encarga de repartir enseñanzas profesionales y elementales. Cuenta con aulas de estudio, microondas, cafetería, zona común, biblioteca y ascensor.

## Objetivos institucionales
El estudio elemental se plantea ahora como método para iniciar a las niñas y a los niños en la música y como forma para que estos puedan incorporarse a la enseñanza formal. Citando textualmente:
Artículo 3. Finalidad y organización
1. Las enseñanzas elementales de música tienen como finalidad proporcionar al alumnado una formación artística de calidad y garantizar su cualificación en el nivel de competencia propio de estas enseñanzas.
2. La finalidad de las enseñanzas elementales de música se ordena en tres funciones básicas: formativa, orientadora y preparatoria para las enseñanzas profesionales de música.
3. Las enseñanzas elementales de música, tendrán una estructura de cuatro cursos de Duración.

Artículo 4. Objetivos generales de las enseñanzas elementales de música
Las enseñanzas elementales de música tienen como objetivo contribuir a desarrollar en los alumnos y alumnas capacidades generales y los valores cívicos propios del sistema educativo y, además, las capacidades siguientes:
1. Apreciar la importancia de la música como lenguaje artístico y como medio de expresión
2. Adquirir y desarrollar la sensibilidad musical a través de la interpretación y del disfrute de la música de las diferentes épocas, géneros y estilos, para enriquecer las posibilidades de comunicación y de realización personal.
3. Interpretar en público con la suficiente seguridad en sí mismo, para comprender la función comunicativa de la interpretación musical.
4. Interpretar música en grupo y habituarse a escuchar otras voces o instrumentos, adaptándose al equilibrio del conjunto.
5. Ser consciente de la importancia del trabajo individual y adquirir las técnicas de estudio que permitirán la autonomía en el trabajo y la valoración de éste.
6. Valorar el silencio como elemento indispensable para el desarrollo de la concentración, la audición interna y el pensamiento musical, así como su función expresiva en el discurso musical.
7. Conocer y valorar la importancia de la música propia de la Comunidad Valenciana, así como sus características y manifestaciones más importantes.
8. Adquirir la autonomía adecuada, en el ámbito de la audición, comprensión y expresión musical.
9. Conocer y aplicar las técnicas del instrumento, de acuerdo con las exigencias de las obras.